# Edward Heyman
Edward Heyman (* 14. März 1907 in New York; † 16. Oktober 1981 in Jalisco, Mexiko) war ein US-amerikanischer Songwriter und Musical-Librettist.

## Leben
Heyman studierte an der University of Michigan und begann dort schon, Musicals für das College zu schreiben. Danach zog er nach New York, wo er Songschreiber in der Tin Pan Alley wurde und für den Broadway Musical-Libretti schrieb.
Er arbeitete unter anderem mit Vincent Youmans, Victor Young, Dana Suesse, Morton Gould, Nacio Herb Brown, Johnny Green, Rudolf Friml, Sigmund Romberg, Arthur Schwartz, Ray Henderson, Oscar Levant, Al Sherman, Abner Silver, Carmen Lombardo, Sandor Harmati, Harry Parr-Davies und Richard Myers (1901–1977).
Zu seinen größten Erfolgen zählte der Songtext zum Jazzstandard Body and Soul von Johnny Green, mit dem er auch Out of Nowhere (ein Standard des Gypsy Swing seit Django Reinhardt), I Cover the Waterfront und Easy Come Easy Goes schrieb. Weitere Songs waren Through the Years, For Sentimental Reasons (mit Abner Silver, Al Sherman), Blame It on My Youth (mit Oscar Levant), Love Letters (mit  Victor Young), Blue Star (mit Victor Young), The Wonder of You, Boo-Hoo, Bluebird of Happiness (mit Harmati), Hello My Lover Goodbye (mit Johnny Green), I Wanna Be Loved (mit Johnny Green), You Oughta Be in Pictures (mit Dana Suesse), Drums in My Heart, You´re Everywhere, Kinda Like You, Seal It With A Kiss, Carefree, When I Fall in Love (mit Victor Young) und You're Mine, You!.
Am Broadway schrieb er die Texte der Musicals Here Goes the Bride, Through the Years, She Loves Me Not, Murder at the Vanities, Pardon Our French und Bluebird of Happiness. Seine Erlebnisse beim Militär im Zweiten Weltkrieg (bei der Air Force) verarbeitete er in At Your Service.
In Hollywood steuerte er Songs zu den Filmen That Girl from Paris (1936), Curly Top (1935 mit Shirley Temple), Kissing Bandit (1948 mit Frank Sinatra), Delightfully Dangerous (1945 mit Jane Powell) und Northwest Outpost (1947) bei. Für den Song Love Letters aus Liebesbriefe erhielt er 1946 eine Oscar-Nominierung in der Kategorie Bester Song.
1954 bis 1961 produzierte er für The Players, eine englischsprachige Theatertruppe in Mexiko-Stadt. Daneben renovierte er alte Häuser mit seinem Partner Lou LaFrance und verkaufte sie.
1975 wurde er in die Songwriters Hall of Fame aufgenommen.